# Pseudione affinis
Pseudione affinis là một loài chân đều trong họ Bopyridae. Loài này được G.O. Sars miêu tả khoa học năm 1882.